# ل. فون رابسه‌ویچ
لادیسلاوس فون رابسه‌ویچ (به آلمانی: Ladislaus von Rabcewicz) مهندس سازهٔ اهل اتریش و استاد دانشگاه فنی وین بود. او یکی از سه نفری بود که روش جدید تونل زنی اتریشی (NATM) را توسعه دادند. او مهندس پل ورسک درپروژه راه‌آهن سراسری ایران بود که به‌همراه خانواده‌اش حدود دو سال در خانه‌ای در کنار رودخانه ورسک زندگی کرد.

## پروژهپل ورسک
شیب شدیدی که قطار مجبور بود از آن رد شود و همچنین دره ای عمیق که درست در نقطه ای حیاتی قرار داشت؛ محرک اصلی ایجاد سازه پل ورسک شد. کامپساکس لادیسلاوس فون رابسه ویچ استاد دانشگاه فنی وین را برای پروژه به کار گرفت؛ او نیز ضمانت داد که تا ۷۰ سال آینده هیچ مشکلی برای پل پیش نخواهد آمد.
دو سال به طول انجامید تا عملیات به پایان برسد. در اردیبهشت سال ۱۳۱۵ با حضور شخص رضا شاه پهلوی افتتاحیه صورت گرفت. هانس اتو تانر ریاضی‌دان سوئیسی دانش‌آموخته دانشگاه پلی تکنیک زوریخ محاسبات پل را برعهده داشت. او بعداً با حقوق ماهیانه ۱۷ هزار ریال، در وزارت طرق استخدام گردید تا دانش خود را در اختیار مهندسین ایرانی قرار دهد. تانر در سال ۱۳۵۰ خورشیدی زندگینامه ای با عنوان «خاطرات یک مهندس دانمارکی» از خود متنشر کرد؛ جلد آن عکسی از پل ورسک بود. تکنسین یهودی به نام دنیل مستدیم که اشتباهاً به اسم والتر ایگنر از او یاد می‌شود؛ یکی دیگر از افرادی بود که در ساخت پل نقش داشت و در حین کار طی حادثه ای جانش را از دست داد و همان حوالی به خاک سپرده شد و سنگ مزار او در آرامگاه روستای ورسک قرار دارد.

## زندگی کنار پل ورسک
رابسه ویچ، در مطلبی که در روزنامه اطلاعات به چاپ رسید، می‌گوید: «روزی که این مدل را برای احداث پل ورسک تهیه کردم مهندسان دیگر با نظر حیرت به آن نگریسته و اجرای نقشه و احداث آن را در شمار یکی از فتوحات علم مهندسی به حساب آوردند. امروز که این پل احداث گردیده، همه، من و رفقایم را تحسین می‌کنند و آن را در شمار بهترین پل‌های قشنگ و شاهکار مهندسی می‌دانند». رضا شاه برای اینکه از کار کمپانی کمپساکس و مهندسینش اطمینان حاصل کند، مقرر نمود تا حین گذر اولین قطار بر روی پل، پرفسور فون رابسه ویچ با خانواده اش زیر سازه قرار بگیرند! تدبیری عجیب برای اینکه اگر بنا باشد تا خرابی به بار بیابد، سازنده در دم، جزایش را بپردازد. البته طبق ضمانت ۷۰ ساله تیم اجرایی، هرگز پیشامد بدی اتفاق نیفتاد ولی رابسه ویچ و خانواده اش تا دو سال پس از آن هم در یک خانه با فاصله کم از همان نقطه، سکونت داشتند.